# Costus clemensiae
Costus clemensiae är en enhjärtbladig växtart som beskrevs av Henry Nicholas Ridley. Costus clemensiae ingår i släktet Costus och familjen Costaceae. Inga underarter finns listade.